# Abingdon (Illinois)
Abingdon és una població dels Estats Units a l'estat d'Illinois. Segons el cens del 2000 tenia 3.612 habitants.

## Demografia
Segons el cens del 2000, Abingdon tenia 3.612 habitants, 1.422 habitatges, i 984 famílies. La densitat de població era de 955,2 habitants/km².
Dels 1.422 habitatges en un 31,8% hi vivien nens de menys de 18 anys, en un 54,1% hi vivien parelles casades, en un 10,8% dones solteres, i en un 30,8% no eren unitats familiars. En el 26,2% dels habitatges hi vivien persones soles el 14,5% de les quals corresponia a persones de 65 anys o més que vivien soles. El nombre mitjà de persones vivint en cada habitatge era de 2,5 i el nombre mitjà de persones que vivien en cada família era de 2,99.
Per edats la població es repartia de la següent manera: un 25,8% tenia menys de 18 anys, un 7,9% entre 18 i 24, un 27,7% entre 25 i 44, un 22,6% de 45 a 60 i un 16% 65 anys o més.
L'edat mediana era de 38 anys. Per cada 100 dones de 18 o més anys hi havia 87,3 homes.
La renda mediana per habitatge era de 35.642 $ i la renda mediana per família de 40.337 $. Els homes tenien una renda mediana de 31.042 $ mentre que les dones 20.343 $. La renda per capita de la població era de 15.711 $. Aproximadament el 6,2% de les famílies i el 9,9% de la població estaven per davall del llindar de pobresa.

## Poblacions més properes
El següent diagrama mostra les poblacions més properes.